# Wohnhaus Bakelberg 16
Das Wohnhaus Bakelberg 16 in Hoya wurde vermutlich im 19. Jahrhundert gebaut.

Das Gebäude an der Weser wird auch aktuell (2022) als Wohnhaus genutzt.
Das Gebäude steht unter Denkmalschutz (siehe auch Liste der Baudenkmale in Hoya).

## Beschreibung
Das eingeschossige teils giebelständige Gebäude in Fachwerk mit Steinausfachungen Satteldach und dem nördlichen Anbau mit Giebelgauben (heute vorne Garage) wurde vermutlich im 19. Jahrhundert gebaut.